# Virtual On: Cyber Troopers
Virtual On: Cyber Troopers is een computerspel dat werd ontwikkeld en uitgegeven door Sega. Het spel kwam in 1995 uit als arcadespel. Later volgde ports voor de Sega Saturn en Microsoft Windows. De speler bestuurt in dit vechtspel een gevechtsdroïde en moet het opnemen tegen andere gevechtsdroïden. Het spel telt in totaal tien arena's.

## Gevechtsdroïden
1. MBV-04-G "Temjin" (Main Battle Virtuaroid)
2. HBV-05-E "Raiden" (Heavy Battle Virtuaroid)
3. MBV-09-C "Apharmd" (Main Battle Virtuaroid)
4. SAV-07-D "Belgdor" (Surveillance Assault Virtuaroid)
5. HBV-10-B "Dorkas" (Heavy Battle Virtuaroid)
6. TRV-06-E "Viper 2" (Tactical Reconnaissance Virtuaroid)
7. XBV-13-t11 "Bal-Bas-Bow" (Experimental Battle Virtuaroid)
8. SRV-14-A "Fei-Yen" (Surveillance Reconnaissance Virtuaroid)
9. Z-gradt
10. Jaguarandi

## Platforms
| Jaar | Platform    |
| ---- | ----------- |
| 1995 | Arcade      |
| 1996 | SEGA Saturn |
| 1997 | Windows     |

## Ontvangst
| Beoordeeld door                 | Platform    | Datum           | Score |
| ------------------------------- | ----------- | --------------- | ----- |
| Thunderbolt Games               | SEGA Saturn | 24 april 2009   | 100%  |
| All Game Guide                  | SEGA Saturn | 1998            | 90%   |
| Defunct Games                   | SEGA Saturn | 9 april 2005    | 85%   |
| Game Revolution                 | SEGA Saturn | 6 juni 2004     | 83%   |
| GamePro (USA)                   | SEGA Saturn | februari 1997   | 80%   |
| Edge                            | SEGA Saturn | januari 1997    | 80%   |
| Electronic Gaming Monthly (EGM) | SEGA Saturn | januari 1997    | 79%   |
| Mega Fun                        | SEGA Saturn | december 1996   | 75%   |
| GameSpot                        | Windows     | 31 oktober 1997 | 57%   |
| GameSpot                        | SEGA Saturn | 21 januari 1997 | 54%   |